# Älvsjövägen

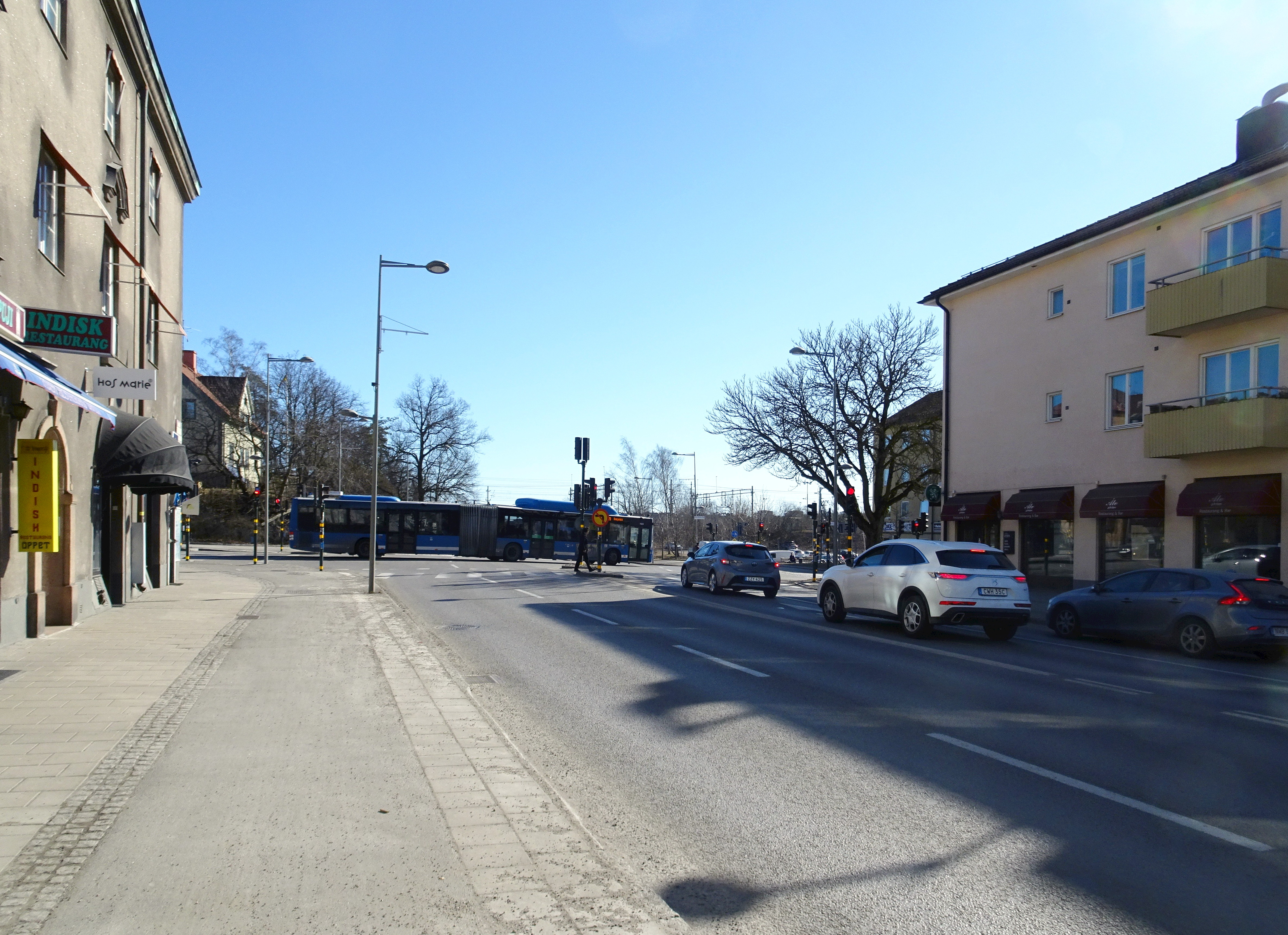
Älvsjövägen söderut vid korsningen Johan Skyttes väg / Magelungsvägen.

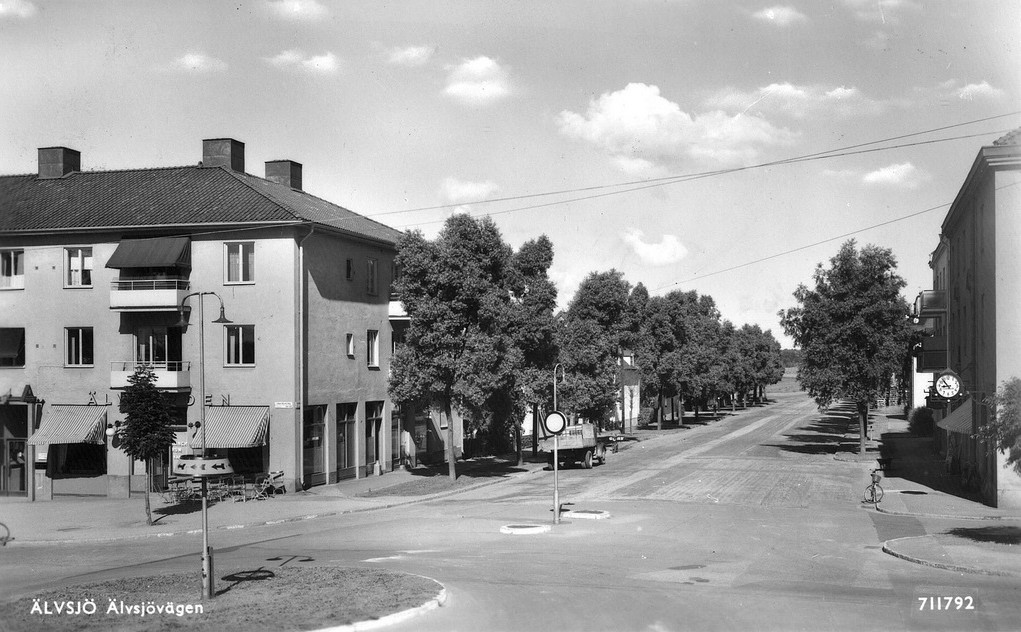
Älvsjövägen vid Johan Skyttes väg (Älvsjörondllen), vy mot norr, 1930-tal. Till höger skymtar Klingska huset

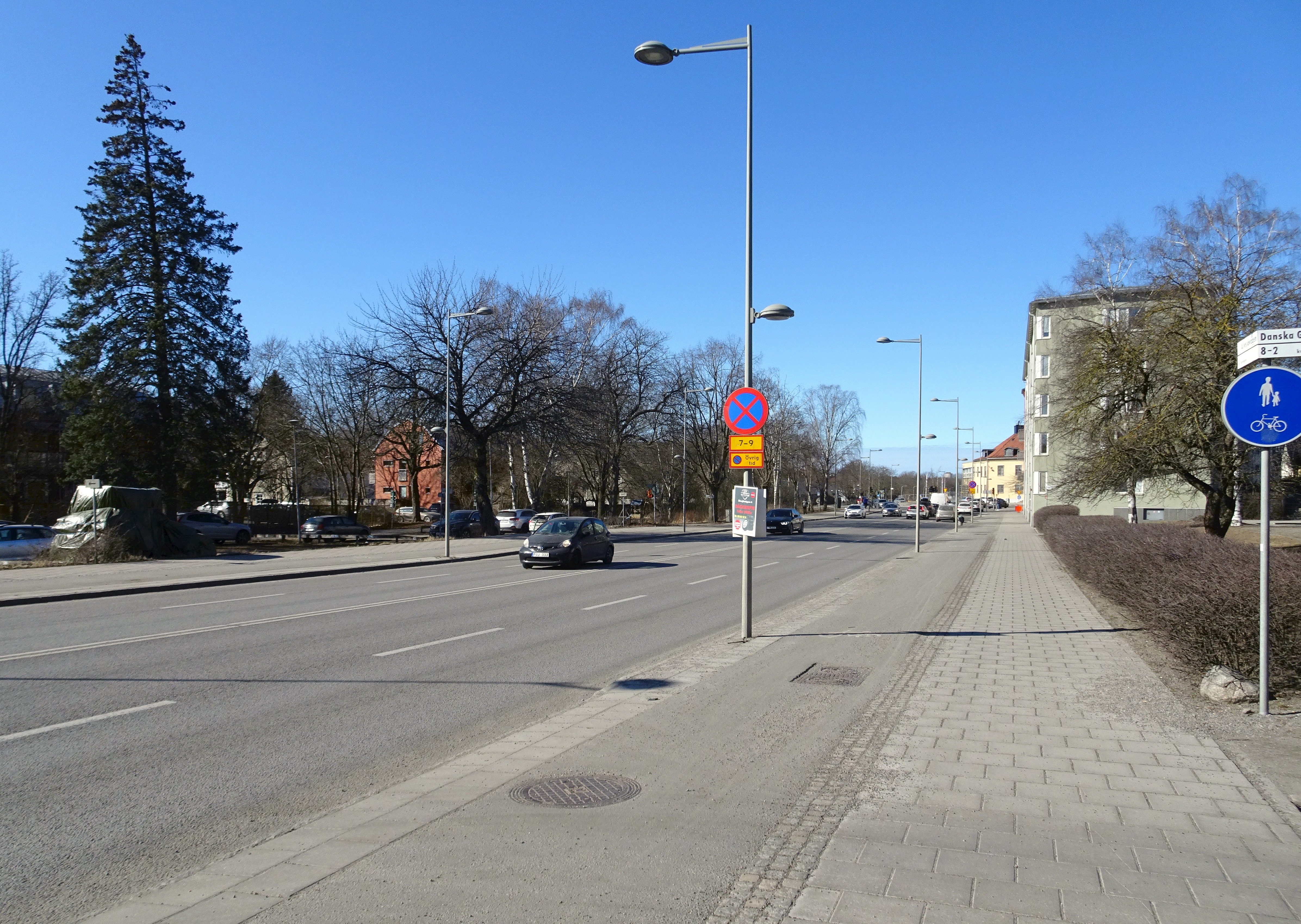
Älvsjövägen mot norr med Klockhuset i bakgrunden.

Älvsjövägen utgör en del av länsväg 271. Trafikvolymen om 22 000 fordon per dygn är lika stor som den sammantagna dagliga gränstrafiken mellan Norge och Sverige längs Europaväg 6 och Europaväg 18.

## Beskrivning
Älvsjövägen utgör tillsammans med Örbyleden en av Söderorts viktigaste tvärleder. Vägen utgör gränslinje mellan stadsdelarna Solberga och Långbro.  Vägen utgår från Mickelsbergsvägen och sträcker sig till strax efter korsningen med Johan Skyttes väg vid Älvsjörondellen där den övergår i Magelungsvägen. Övergången är vid Herr Stens väg. Fram till 1949 sträckte sig gatan endast från Herr Stens väg till Sjättenovembervägen. Denna del hette tidigare Odenvägen men bytte 1924 namn till Älvsjövägen. Sträckningen från Sjättenovembervägen till Svartlösavägen blev klar 1949.

## Byggnader vid vägen (urval)
- Klockhuset (1918), arkitekt Ivar Callmander
- Klingska huset (1925), arkitekt J. Söderström
- LM Ericssons kabelverk, Älvsjö (1950-tal, 1990-tal), arkitekter Ture Wennerholm, Rosenbergs Arkitekter m.fl.
- Kämpetorpsskolan (1952), arkitekt Paul Hedqvist